# Vienna Challenger
Il Vienna Challenger è stato un torneo professionistico di tennis giocato su campi in terra rossa. Faceva parte dell'ATP Challenger Series. Si giocava annualmente a Vienna in Austria.

## Albo d'oro

### Singolare
| Anno       | Campione           | Finalista             | Punteggio     |
| ---------- | ------------------ | --------------------- | ------------- |
| 1999       | Michel Kratochvil  | Marcelo Charpentier   | 3–6, 7–6, 6–2 |
| 1998- 1993 | Non disputato      | Non disputato         | Non disputato |
| 1992       | Thomas Buchmayer   | Reinhard Wawra        | 7–6, 6–1      |
| 1991- 1990 | Non disputato      | Non disputato         | Non disputato |
| 1989       | Omar Camporese (2) | Nicklas Utgren        | 6–4, 3–6, 6–3 |
| 1988       | Omar Camporese (1) | Wojciech Kowalski     | 7–6, 2–6, 6–2 |
| 1987       | Éric Winogradsky   | Mark Woodforde        | 6–3, 6–2      |
| 1986       | Gary Donnelly      | Karel Nováček         | 6–2, 7–6      |
| 1985       | Jonas Svensson     | Alessandro De Minicis | 6–0, 6–1      |
| 1984       | Jan Gunnarsson     | John Sadri            | 6–3, 6–3      |

### Doppio
| Anno       | Campioni                            | Finalisti                          | Punteggio     |
| ---------- | ----------------------------------- | ---------------------------------- | ------------- |
| 1999       | Julian Knowle Thomas Strengberger   | Petr Kralert Michel Kratochvil     | 6–3, 6–2      |
| 1998- 1993 | Non disputato                       | Non disputato                      | Non disputato |
| 1992       | Wojciech Kowalski Christer Wedenby  | Alexis Hombrecher Andrej Merinov   | 7–6, 4–6, 6–3 |
| 1991- 1990 | Non disputato                       | Non disputato                      | Non disputato |
| 1989       | Peter Nyborg Nicklas Utgren         | Ģirts Dzelde Goran Prpić           | 6–4, 6–4      |
| 1988       | Mark Basham Charles Beckman         | Thomas Muster Michael Oberleitner  | 6–3, 3–6, 6–3 |
| 1987       | Jaroslav Navrátil Florin Segărceanu | Steve Guy David Lewis              | 6–4, 6–4      |
| 1986       | Karel Nováček Richard Vogel         | Jan-Willem Lodder Denys Maasdorp   | 6–4, 6–4      |
| 1985       | Peter Carlsson Jonas Svensson       | Josef Čihák Alessandro De Minicis  | 6–3, 6–2      |
| 1984       | Bruce Manson David Pate             | Peter Bastiansen Michael Mortensen | 6–3, 6–4      |